# Pignolo
Il Pignolo è un vitigno autoctono a bacca nera coltivato in Friuli-Venezia Giulia.
Il nome sembra derivi dalla forma dei grappoli molto chiusi, appunto come una pigna.

## Storia
Documenti storici ne testimoniano la coltivazione ancora prima del 1600.

## Caratteristiche organolettiche
Colore: rosso rubino chiaro.
Profumo: vinoso, fruttato, di lampone.
Gusto: vinoso, abbastanza tannico.

## Accostamenti
Carni rosse ad esempio grigliate o spezzatino di manzo